# Vaso (Vorname)
Vaso ist ein weiblicher und männlicher Vorname.

## Herkunft und Bedeutung
Vaso gilt im Griechischen (Βασω) als weiblicher Name und ist da eine Verkleinerungsform von Vasiliki.
Hingegen in der georgischen und serbischen Sprache ist Vaso ein männlicher Vorname und hier die Verkleinerungsform von Vasilis, Vasil oder Vasilije.

## Verbreitung
Der Name ist in Deutschland selten anzutreffen, in den letzten 10 Jahren wurde er weniger als zehn Mal vergeben. Auch in Österreich kommt Vaso sehr selten vor, im Zeitraum von 1984 bis 2023 wurde nur ein Junge so genannt. In der Schweiz tragen den Namen 51 und in Slowenien 66 Personen (Stand 2023/2024). Die Vergabe ist ebenfalls in Schweden und Kanada nachgewiesen.

## Bekannte Namensträger
- Vaso Čubrilović (1897–1990), jugoslawischer Historiker und Politiker